# Amphiclée-Élatée
Le dème d'Amphiclée-Élatée (en (grec moderne : Δήμος Αμφίκλειας - Ελάτειας, dhimos Amfiklias-Elátias) est une municipalité de la périphérie de Grèce-Centrale, dans le district régional de Phthiotide, en Grèce. Son siège est la localité de Kato Tithoréa.
Il a été créé en 2010 dans le cadre du programme Kallikratis, par la fusion des anciens dèmes d'Amphiclée, d'Élatée et de Tithoréa, devenus des districts municipaux.

## District municipal d'Amphiclée
- communauté municipale d'Amphiclée (Αμφικλεία, Amfiklía) : le village appelé Dadi (Δαδί) a été renommé en 1915[2] du nom de la cité antique située à proximité
- communauté locale de Drymaia : le village appelé Glounitsa (Γλούνιτσα) a été renommé en 1915 du nom de la cité antique située à proximité
- communauté locale de Bralos
- communauté locale de Xiliki
- communauté locale de Paléochorio
- communauté locale de Tithronio : le village appelé Dernitsa (Δερνίτσα) a été renommé en 1928 Kalothronio (Καλοθρόνιον)[3], puis à nouveau en 1958[4] du nom de la cité antique située à proximité

## District municipal d'Élatée
- communauté municipale d'Élatée (Ελάτεια, Elátia) : le village appelé Drachmani (Δραχμάνι) a été renommé en 1916 du nom de la cité antique située à proximité
- communauté locale de Zéli
- communauté locale de Lefkochorio : le village appelé Mánessi (Μάνεσι) a été renommé en 1928
- communauté locale de Panayitsa : le village appelé Souli-bey (Σουλίμπεη) a été renommé en 1928
- communauté locale de Sfaka

## District municipal de Tithoréa

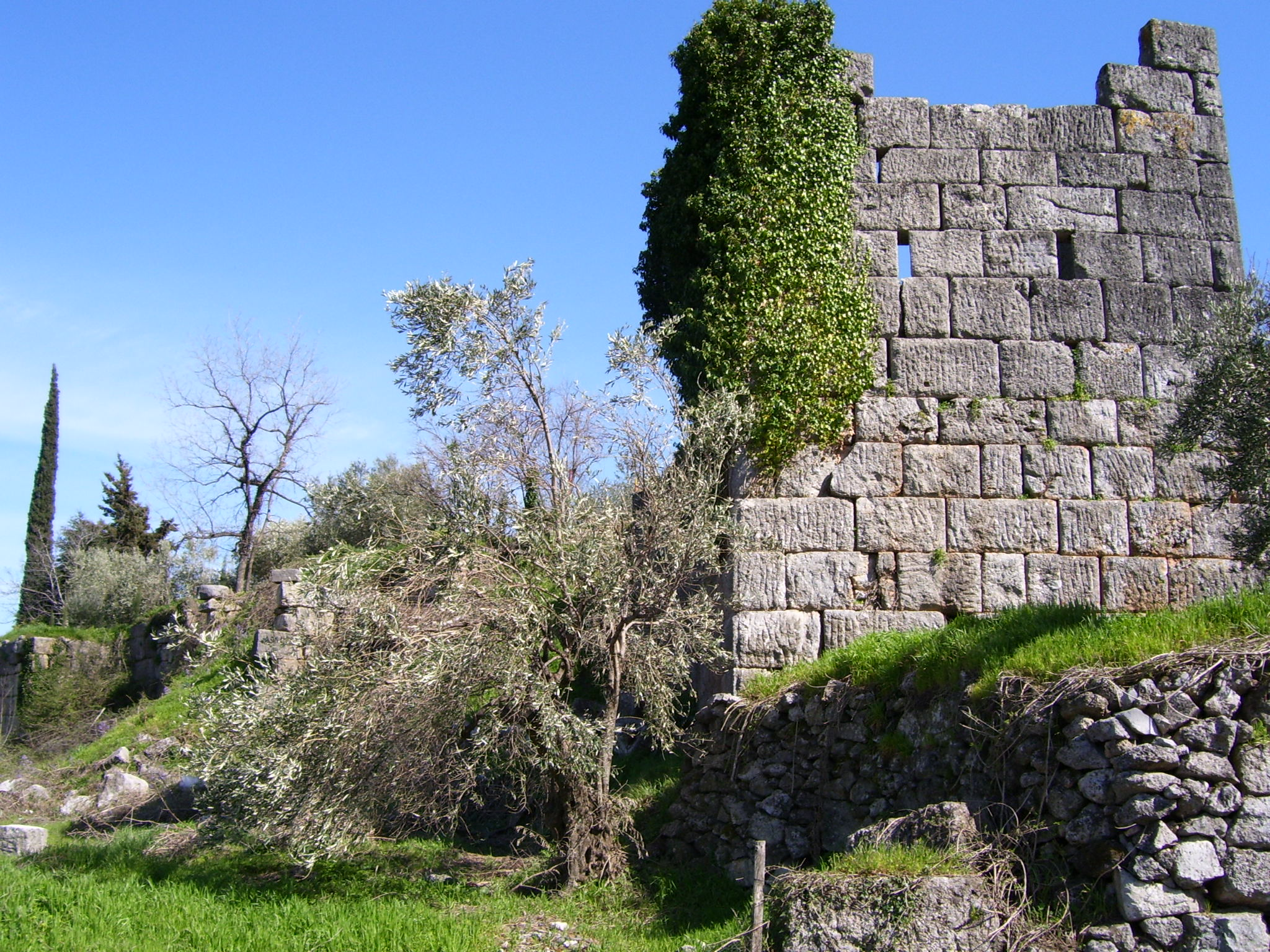
Ruines de la cité antique de Tithoréa

- communauté municipale de Kato Tithoréa (Basse-Tithoréa): le village appelé Kifissochorio (Κηφισοχώριον, Village-du-Céphise) a été renommé en 1955
- communauté locale d'Aya Marina
- communauté locale d'Aya Paraskevi
- communauté locale de Módi
- communauté locale de Tithoréa : le village appelé Velitsa (Βελίτσα) a été renommé en 1926 du nom de la cité antique située à proximité